# 美少女死神 還我H之魂！
《美少女死神 還我H之魂！》（日语：だから僕は、Hができない。），簡稱《我H》，是橘Pan執筆、桂井良明插畫的壓抑系情色喜劇輕小說。漫畫版由岡霧硝執筆。於2012年7月推出電視動畫，與原作相比，動畫版修改掉包括世界觀在內的很多設定。

## 故事簡介
人類與死神定下契約，以獲取更好的生活；死神與人類定下契約，以獲取靈力以及契約者死後的生命寶石。身為死神的女主角莉薩菈從表妹裘兒口中得知有關未簽約的特異者情報後，私自來到人間找尋特異者；身為人類的主角加賀良介，則是除了極端好色外，一無是處的高中生；兩人因緣際會訂下「臨時契約」，代價卻是良介看得比生命還重的「色慾」……。

## 登場人物

### 主要角色
加賀良介（聲：下野紘）
本作主角，16歲，目前雙親海外赴任，有著異於常人之色心的桃園學園高中部二年級生，同時也是校內六奇（原為八奇）之一的「色狼介」，將疼惜女孩子視為自己重要的原則。因緣際會下與身為死神的莉薩菈定下臨時契約。
被莉薩菈吸取靈力後會在一定時間內處於色慾極度低落的狀態下，卻能以異於常人的高速度恢復靈力與色慾。在色慾異常高漲時的靈力量足以讓「斷劍格拉姆」（Gram）覺醒成原本的姿態「戰神之劍格拉姆（戦神の剣グラム）」，雖然心智曾經因此受到格拉姆控制數次，但每次總會因為某些色情原因而使其自力打破格拉姆的掌控。
在得知加達布洛格意圖利用美菜以調查自己的靈魂後，憤怒地要求與其決鬥，戰鬥過程中雖然格拉姆一度被斬斷，然而因為與莉薩菈的初吻而誘發出特異者水準以上的靈力，成功地修復了斷裂的格拉姆，最後靠著格拉姆與利吉爾雙劍的力量暫時擊退了加達布洛格，由於靈魂中沉睡著秘寶「法夫那」，發現此事的加達布洛格因此宣稱他的靈魂足以匹敵五大古寶，之後失去法夫那後，從莉薩菈的母親阿爾梅雅得到了由格拉姆劍鞘製成的防禦型秘寶「格雷普尼爾」（グレイプニル），用以抑制不必要的靈力流失。
其父親正是失蹤已久的死神之王，在結局正式繼任死神之王。
動畫版改為現年17歲，由於被莉薩菈宣告只剩三個月生命，為了繼續存活下去而決定協助莉薩菈搜尋特異者。母親謊稱父親在海外於其3歲時去世，目前母親德國赴任中。色慾為能量補充的來源，本身並進行過色慾極速填充的特訓（記住字典詞彙再聯結成性幻想），可拔出格拉姆變成原本型態發揮戰力，但極消耗能量。良介打從娘胎時就接收半把格拉姆斷劍，與後來訂契約的另半把斷劍合而為一。
莉薩菈‧雷斯托（Lisara Restall，聲：遠藤綾）
本作女主角，死神界名門雷斯托家的大小姐與繼承人，「死神培育學校」第二名畢業的一級死神，有著走在路上誰都會回頭多看一眼的美貌、以及雷斯托家好幾代沒出現過的天然紅髮，廚藝優秀。對於自己的胸圍非常地不滿意，主要原因之一是過去她因為胸部大小的關係而在死神學校畢業時落到第二名，因而長期受到親戚冷言冷語，對她而言是足以稱之為精神創傷的事件。
在訂下臨時契約後便與良介同住在一個屋簷下，對死神界謊稱自己為了研究古代法術而留在人界，對人界則宣稱自己是良介的遠房親戚，使用假名「加賀莉薩菈」。與良介同居時雖然對其過剩的色心感到困擾，但隨著故事進行逐漸累積對他的好感，在故事尾聲與良介結婚。
愛用武器為紅黑色的巨大鐮刀「卡努普拉杜爾」（Carnun Pladur），這是莉薩菈通過一級死神測驗時所得到的紀念禮物，同時也是雷斯托家的祕寶之一。
在動畫版死神稱「死神界」為，並改成「死神界鍊成學校」第一名畢業。由於自身的屬性是火，所以其術式對水屬性不能起太多作用。
大倉美菜（聲：石原夏織）
良介的青梅竹馬與同班同學，對良介有好感卻說不出口。另外，有著足以排進校園前三名的巨乳（胸圍92G，調查結果出自於校內女生觀察同好會「曼科卡帕克協會」），而且事實上在校園中具有相當多的支持者。其靈力有一百五十萬，雖然數值高於常人，但還不到特異者的等級。
被加達布洛格強行吸取過靈力而短暫解放過真正的自我，並遭到加達布洛格埋下暗樁，導致靈魂被其控制，甚至後來遭到與加達布洛格同樣隸屬於神秘組織「雷神冰雹」的死神綁架，在故事尾聲有驚無險被良介等人救回。
動畫版中是特異者，她對良介的關心是裘兒的能量補充來源，在對有關良介的事時會變得意外地大膽。
凱薩（Caesar）
良介家的狗（德國牧羊犬），年齡約三歲大，附近狗群社會當中的英雄犬，也是良介的「泡妞師父」，甚至曾經受到玉野的認可而擔任校內選美比賽的三位評審之一。
在與裘兒訂定臨時契約後，利吉爾便一直插在靈魂上，直到被加達布洛格強行拔除，因此靈魂受到損傷，但是身為英雄犬的牠恢復得也很快。
動畫版中與伊莉雅訂下臨時契約。

### 死神界
裘兒‧傑利亞（Quele Sellier，聲：西口杏里沙）
莉薩菈的表妹，也是提供未確認特異者情報給莉薩菈的死神，是個外表有如洋娃娃般可愛，然而個性卻有如小惡魔般的美少女，並且擁有讓身為表姊的莉薩菈望塵莫及的魔鬼身材。由於雷斯托家與傑利亞家過去的恩怨，一開始她為了得到雷斯托家繼承者之位而設計陷害莉薩菈，但是最後卻宣告失敗，並讓自己陷入靈力即將耗盡的窘況，最後在莉薩菈半建議半威脅的情況下，與英雄犬凱薩訂下臨時契約，並以此為契機而與良介和莉薩菈同居，對死神界謊稱自己為了協助莉薩菈研究古代法術而留在人界。之後為了找出特異者而轉入桃園學園中學部，使用假名「加賀裘兒」。
使用武器為家傳寶劍「卡努索拉斯」（Carnun Solace）以及「屠龍劍利吉爾」，整體而言前者的使用率高出許多。
於夏季祭典時遭到加達布洛格以美菜的安危要脅，又考慮到自己未來會有極大的可能性面臨政略婚姻之命運，再加上對她而言良介算是認識而且感情還不算差的對象（雖然稱不上喜歡），因此意圖引誘良介，但是第一次由於良介被莉薩菈吸乾色慾而沒成功，第二次則因為良介不願見她勉強自己而被拒絕。
動畫版的契約者則從凱薩換成美菜，寄住地點也從良介家變成美菜家。原本對良介沒有好感，但因美菜每日對裘兒述說良介的事而漸漸關注，經不斷地洗腦下喜歡上他，現在正努力在莉薩菈身邊搶走良介的心。
福宗 伊莉雅（Iria，聲：福圓美里）
莉薩菈的競爭對手以及死神培育學校的同學，第一名畢業的一級死神，同時在人界也是知名巨乳寫真偶像，有著情緒極為激動時講話就會冒出特殊口音的特徵。原為雷斯托旗下的死神，後來叛逃至對立死神組織「梅洛人生保障」（Merilot Life Insurance），在良介的學校裡使用假名「福宗伊莉雅」，是個各項能力都足以和莉薩菈並駕齊驅的優秀死神。
由於胸部比較大（胸圍92.5G）的關係所以畢業成績高於莉薩菈（因為死神學校有色誘方面的課程，而死神界普遍認為人界男性比較喜歡胸部雄偉的女性），然而這只是表面上看起來的假象，其實是伊莉雅在胸墊上施加自創的幻術讓自己彷彿擁有天然巨乳，卻被凱撒吠聲破解（狗叫聲有退魔作用），真正的胸部尺寸比莉薩菈還小一公分。
戰鬥所使用的武器為黃金之劍「霍提」（Flotty），能力比起「卡努普拉杜爾」還略勝一籌，這把劍原本是莉薩菈的祖父在自己孫女畢業那年提供給第一名畢業生的特別獎品，當時雷斯托家認為第一名非莉薩菈莫屬，但最後第一名的寶座卻被伊莉雅奪得，連帶使這把武器成為伊莉雅的戰利品。
動畫版改為死神界鍊成學校同屆第二名畢業，其他方面都略遜於莉薩菈。黃金之劍「霍提」則變成梅洛人生保障提供給伊莉雅使用的武器。自身胸部幻術被戰鬥波及而破解。契約者為凱薩。
帕歐伊‧瑪貝克（Paouyi Malbec）
「梅洛人生保障」派駐桃園學園講授死神契約相關課程的四級死神，成熟性感的女性，實際上卻過著宛如苦命上班族的生活，同時也是亂橋老師的好友、伊莉雅直屬的部下。亂橋稱她「小瑪」。
畢業成績原本足以擔任三級死神，但是畢業那年的優秀死神太多，因而被擠到四級的位置。
動畫版最後有登場帶過，但沒說話也就沒配音。
阿爾梅雅‧雷斯托（Almeia Restall，聲：久川綾）
雷斯托家的現任代理當家，莉薩菈的母親，與莉薩菈最大不同的是擁有F罩杯等級的巨乳，戰鬥能力遠遠超越莉薩菈與裘兒的水準，使用武器與裘兒一樣同為家傳寶劍「卡努索拉斯」。
由於原本並非雷斯托家的死神，因此無法成為正式的當家，在本家出身的莉薩菈父親與祖父先後去世後接下代理當家之位。
動畫版為母系雷斯托女當家。
希兒德（Hild，聲：宇田川紫衣那）
阿爾梅雅的隨身女僕。
烏爾絲（Urus，聲：内田彩）
阿爾梅雅的隨身女僕，戴著眼鏡。
梅茲‧加達布洛格（Metz Galderbroug，聲：松本忍）
曾隸屬於雷斯托旗下，位居第六十九席次的實力派死神，認為死神提供人類援助是種墮落的行為，因而打算破壞現今死神與人類之間的關係，目前為在逃中的重罪通緝犯，同時亦為神秘組織「雷神冰雹」的成員之一，手上持有從雷斯托家所偷走的「五大古寶」之一，「不幸使者提爾鋒」（Demon Sword Tyrfing）。
在意圖奪取格拉姆失敗後，為了調查良介的靈魂而對美菜使用了控制靈魂的法術，藉此威脅裘兒將初夜交給良介（理由則是初體驗時靈魂會因激烈的震撼而露出破綻），最後此計畫遭到莉薩菈等人的阻礙而未成功，在之後與良介的激烈決鬥中耗盡數年來於桃園學園所儲存的靈力，被良介打敗後擄走美菜，之後在死神界再次被良介打敗，被萊方帶走後生死不明。
平時以桃園六奇（原為八奇）之一的杉浦冥身份潛伏於學校中。後來被屬下阿卡蕾雅無意間識破其身份。
姓氏的發音與吊帶襪（garter belt）相近。
動畫版屬於父系加達布洛格家，與母系雷斯托家對立叛亂，指使梅洛人生保障，阻撓莉薩菈在人界的行動；之後被前來拯救美菜的良介擊倒。認為現在王室過於同情人類，無節制地延長人類生命，造成死神界取得能量不足失衡，人界也發生食物短缺及戰爭，既使他喜歡人類，仍要打破兩界關卡，揮軍人界補充之前該死而未死的能量。
西傑爾‧傑利亞（Sgyor Sellier）
裘兒的父親，十分疼愛自己的女兒，傑利亞家的當家，雷斯托家的情報主管，懼內。
為了取得雷斯托當家的地位而與「雷神冰雹」勾結，然而意圖取得雷斯托當家地位的真正理由則是為了取回鎖在雷斯托家書庫中的500本A書，在野心被良介等人瓦解後，傑利亞當家之位因此落到妻子手中，500本A書也在妻子親自監督下化為灰燼，但是他仍因此事而無意中贏得了良介發自內心的敬意。
賽菈‧傑利亞（Serra Sellier）
裘兒的母親，莉薩菈的姑姑，雷斯托本家出身的實力派死神。
萊方‧皮古諾特（Laifa Pigunoto）
「雷神冰雹」旗下最強死神「四雷斧」中的第四位，皮古諾特伯爵家的現任當家，約16歲（死神界的年齡），父母與祖父母早亡，由曾祖父撫養長大，在曾祖父過世後繼承家業，有著極度喜歡巨乳女性的性癖好，與加達布洛格同屬於「雷神冰雹」的幹部，美菜被擄至死神界時被藏匿在其家中。
表面上是中性般的美男子，實際上為女性，在自己的內衣上施加法術使自己的身材看起來像是男性，其實胸部有90公分左右的水準，在良介等人救回美菜後忽然轉學至良介的班級，對外宣稱是玉野光父親在海外私生的同父異母弟弟，並且使用假名「玉野萊方」。
阿卡蕾雅‧雷其爾（Arcaliya Richell）
「雷神冰雹」旗下最強死神「四雷斧」中的第三位，身高超過180公分，外型十分健壯的女性死神，具有暴燥易怒的衝動性格，萊方對其評價為是個連腦袋都裝滿肌肉的野蠻死神，但也有著被良介看穿三圍後會感到羞恥的一面。
使用的武器為「野牛鎌刀」巫爾‧普提爾。
海爾佳‧奇維雷夫特（Helga KivuLeifth）
「雷神冰雹」旗下最強死神「四雷斧」中的第二位，外表有如小學高年級女生的見習死神，因為在死神學校將許多見習死神打個半死，而被迫過著逃亡生活，也因此缺乏一般人該有的知識和常理。
使用的武器為「五大古寶」之一的「殺戮魔劍達因史雷夫」，是把一出鞘必飲人血的強大魔劍。

### 桃園學園
亂橋（聲：丸塚香奈）
良介的級任導師兼女子摔角同好會的顧問，喜歡喝酒，雖然年近三十，但外表與精神方面卻有如小學生，因此被列為校內六奇（原為八奇）之一的「不老神仙」，部份學生甚至會以「小亂」稱呼她。
個性有時相當脫線，脫線程度嚴重到親眼目擊良介與莉薩菈69體位（只是外表看起來很像，其實什麼都沒發生）時，第一反應竟然是「至少要在地上鋪棉被，否則背會痛」。
玉野光（聲：霜月紫）
三年級生，玉野集團的少爺，十分受到女性歡迎的拳擊社王牌與社長，同時也是校內六奇（原為八奇）之一的「粉紅拳擊手」，好色程度不下良介。
與莉薩菈初次見面時便因為輕浮的言行而挨了一記耳光，之後又在眾人面前屈服於莉薩菈的殺氣之下，自尊心因此受創並試圖報復，但是下場則是連同拳擊社所有三年級社員被莉薩菈修理得半死不活，記憶也在被痛揍後遭到修改，然而由於裘兒的插手而恢復記憶，並和裘兒以「屠龍劍利吉爾」為媒介訂下臨時契約，甚至進一步被裘兒偽裝成特異者打算矇騙莉薩菈，但是在計畫穿幫之後遭到裘兒吸取大量靈力而危及性命，又遭到裘兒單方面毀棄契約並強行拔除利吉爾，因而一度陷入靈魂嚴重受創的狀態，最後靠著良介的靈力修復了靈魂，個性似乎也因此而產生了些微變化。
動畫版不列入八奇，原創其父親是學校家長會會長，本身是個自戀狂，和莉薩菈發生不快；被裘兒設為引莉薩菈入甕的陷阱，但未訂契約。
五十嵐郁惠
三年級生，茶道社社長，中學女子合氣道大會的冠軍，極為漂亮但十分討厭男性，若散發出殺氣則足以讓一般男性倒地不起，就連良介也只能在這股殺氣下支撐五分鐘後便逃之夭夭。她同時也是校內六奇（原為八奇）之一的「清秀野獸」。
被死神加達布洛格以法術強行吸取靈力後（附帶一提，當時測得的靈力值超過五百萬以上），於短暫時間內解放了隱藏的自我，看似極為討厭男性的她，其實在戀愛方面是想法十分夢幻與純情的少女，曾經被加達布洛格假扮的杉浦冥搭救過一次因而喜歡上對方，但最後遭到無情的拒絕。
本人對良介的評價則是「原本以為和玉野光同類，實際上卻是人畜無害的變態」，曾經對良介有過好感，但因為加達布洛格的緣故導致靈魂嚴重受損，雖然最後靈魂被萊方與良介修復，卻也失去了這部份的記憶。
鬼崎有希
三年級生，一手創立女子摔角同好會的會長，具有足以在校慶選美比賽中得到第三名的可愛外表，同時也是校內六奇（原為八奇）之一的「漂亮怪獸」。
良介一年級時在校慶選美比賽中曾經投票給他，這件事後來成為良介的心理創傷，因為他其實是男性……。
杉浦冥
三年級生，桃園學園六奇（原為八奇）之一，人稱「六十九號」，不管什麼考試都會拿六十九分，似乎特別喜歡「六十九」這個數字，另外，由於6和9互為反轉的兩個數字，因此他也很擅長反轉（疑似柔道或是某種摔技），曾經輕易地將玉野摔倒在地。
平常會駝著背低頭盯著地上走路，頭髮蓬鬆，有著不修邊幅的外表，同時是個身穿女用內衣的怪人。
真實身份是加達布洛格，被阿卡蕾雅操控而化身脫褲魔的五十嵐郁惠，在脫掉他褲子時逼得他現出真正的姿態。
大平實（聲：中村優也）
二年級生，良介的同班同學兼好友，兩人之間時常會交換DVD等物品，有著「非常良好以及具有發展性」的關係。
MQP的第二代會長，是個重度被虐狂，同時也是個十分受到良介敬重的變態，具有能從衣服外頭正確看出三圍的敏銳觀察力，對於要不要戴眼鏡的判斷也很精準，不管是被看還是看人都是專家。

### 動畫原創
加賀里美（声：儀武祐子）
良介的母親，現在德國進行研究，跟良介以視訊電話連絡。在唸大學時與來自死神界的人邂逅，接收格拉姆斷劍、生下良介。
飯賴宗緒（聲：田所梓）
桃園學園八奇之一「胸探」，自稱「小生」、戴著迷人髮箍的活潑美少女。擁有能一眼看穿女性胸圍尺寸與罩杯的強大眼力，雙眼有虹膜異色症（左藍右紅），認為「貧乳雖然算是女性卻不算女人」，拒絕與莉薩菈握手，理由是不屑和胸圍不到80（cm）的女性握手。最近才加入MQP同好會，在男生成員中一點紅。
靈力值約一百萬左右，測出數值之高讓身為死神的伊莉雅熱心拉攏她加入「梅洛人生保障」的保險，但實際上則被鎖定為吸取能量的目標之一。
達爾妮亞‧埃爾哈特（Dalnia Earheart，聲：茅原實里）
梅洛人生保障忠於職守的眼鏡娘死神，待良介壽限一到就取其能量。見識到良介在莉薩拉拯救下瀕死回生，因感動釋放有如特異者的能量，而提出「生命寶石」理論。

### 漫畫原創
菲歐娜‧卡羅斯（Fiona Karros）
番外篇漫畫《凱薩的煩惱》中，為了將裘兒帶回死神界而前來人界的死神，因為某些原因而將凱薩暫時變成了人類的模樣，但與凱薩首次交手便嚐到了慘敗的苦果。

## 用語
靈力
人類天生便具有的東西，靈力量的大小在出生時便已經決定，通常不會有太大的變動。
靈力亦為死神生活的基礎，因此死神為了獲取靈力而相當拼命，甚至在人界成立類似保險公司的組織，例如「梅洛人生保障」，通常一般的死神會與多名人類簽約以獲取維持「存在」的靈力，一旦靈力耗盡則會被強制遣返回死神界。
在本作世界觀設定上，人類訂下死神契約如同投保是常態，內容「同意將死後因魂魄消逝而不再需要的靈力提供給對方」。直到死亡為止，簽約者都能接受死神的各種援助。
動畫版變成能量評估指標；為解決能量不足問題，王室允許死神界新興的梅洛企業來到人界活動，化身一般保險公司篩選，以臨時契約吸取活人能量。最後由達爾妮亞提出「生命寶石」理論，梅洛人生保障轉型類似保險公司與人類訂下契約。
死神
來自死神界，為得到靈魂貨幣而至人界簽死神契約，目的是人類死亡時釋放的靈力結晶——生命寶石。會與人類見面訂立規範或廣告契約等事務性工作。
並非死神界居民都可當上死神，要先在死神學校取得執照，才能正式擔任死神，再依照個別能力授與不同的階級。
動畫版死神其存在則不為人所知，直到加達布洛格大軍攻入人界；收集所有生物死後因魂魄消逝而不再需要的能量；不能隨便跟人訂下契約，否則人界會大亂。
存在
讀作「柏德萊斯」，死神在人界活動、或是靈力較強的人類或野獸在死神界活動所必須施展的法術，否則將會引發排斥效應，而被強制送回原本的世界。
生命寶石
人類死亡時殘存靈力的結晶體，也是死神們與人類簽約的主要目標之一。
若生前過得幸福就會產生高品質的寶石，反之則會產生低劣的寶石，因此死神會努力改善契約者的生活。
在動畫版達爾妮亞對可大量獲取優質能量的理論名稱，支援人類的人生以產生更高的能量數值。
靈魂貨幣
由靈力轉換而成的物品，既是死神的金錢也是能量來源，死神在人界維持存在以及施展法術等等行為均會消耗此物。
動畫版不用靈魂貨幣改成直接消耗能量，來源從死者收集外，也有評估靈力後、與活人簽約取得的情形。
特異者
天賦異稟、通常會被當成天才和英雄的人，一人的靈力足以和成千上萬的普通人匹敵，同時也是只有一級死神才有資格與其訂定專屬契約的存在。在特異者之上則存在著具有更強大靈力的「超特異者」，與一般特異者不同的地方在於，超特異者必須當自身真正的願望實現時，才能發揮出其所持有之強大靈力。
普通人的靈力約三萬，良介平常約一萬五千，未完全覺醒的狀態下則高達三百萬之譜，並且具有異於常人的靈力恢復速度；另外，凱薩的靈力約一百萬，美菜約一百五十萬，玉野約一萬，大平約兩萬（這點曾讓良介流下男兒淚）。
席次
死神界的榮譽稱號，只頒發給擁有特殊功績與強大力量的死神，一旦頒發後便是永久榮譽，不會因為死神犯罪或死亡等原因而除名。席次的位階從一到一百，每個席次共六個名額，席次的數字越小代表該席次死神的力量越強大。
五大古寶
世界重生之前的時代所流傳下來的五項偉大寶具，包括良介與莉薩菈契約媒介的「斷劍格拉姆」（「戰神之劍格拉姆」覺醒前的狀態）、插在凱薩靈魂上的「屠龍劍利吉爾」、被加達布洛格偷走的「不幸使者提爾鋒」、四雷斧的海爾佳所持有的「殺戮魔劍達因史雷夫」。
動畫版「斷劍格拉姆」是「戰神之劍格拉姆」斷成兩半分給守護王室的父系加達布洛格家和母系雷斯托家。
八奇
桃園學園的八個怪人之總稱，由於其中兩人已經畢業，目前剩下六個人，分別是「色狼介」加賀良介、「粉紅拳擊手」玉野光、「不老神仙」亂橋老師、「清秀野獸」五十嵐郁惠、「漂亮怪獸」鬼崎有希、以及「六十九號」杉浦冥。
附帶一提，良介由於在一年級時就已經是全校皆知的色鬼，因此非常難得地以一年級新生身份獲選。
動畫版未列入玉野光與杉浦冥，除了鬼崎有希、加賀良介、五十嵐、亂橋以外，另原創飯賴宗緒、服部新一、霧島、安部加奈子四奇，構成八奇。
曼科卡帕克協會（Manqu Qhapaq Party）
桃園學園校內戀物癖愛好者秘密同好會，簡稱MQP，玉野光為初代會長，大平則是第二代會長，良介則為該組織的名譽顧問。名稱取自印加帝國初代皇帝曼科·卡帕克。這個組織以「圖書館，世界史區印加帝國等南美歷史之前」為秘密的集會地點。
該協會當中有著專門研究巨乳的部門「吸奶人偶」以及專門研究貧乳的部門「大草原中的小草莓」等分支組織，初代會長玉野在決定組織名稱時，曾經在「耶羅曼科島」（日文發音同色情漫畫）以及「歐曼國際機場」（日文發音同女性私處）兩個名字之間猶豫不決。
動畫版簡稱MQP同好會，會長是被稱為首領的良介，成員含大平等人共7名。
王族
死神界的特殊族類，只有男性，雖然身為死神但是自身卻擁有靈力，因此不需要向人類汲取靈力，但是在很久之前已經絕嗣了。
現任的死神之王是良介的父親，只因迷戀良介的母親而拋棄了其職責。
此外，雷斯托家的地位為準王族，因為與王族血緣關係濃厚而成為監視王族的家族，莉薩菈就是準公主，傑利亞家則為侯爵。
動畫版為統治死神界的王室，由父系加達布洛格家與母系雷斯托家守護。
法夫那
與五大古寶一樣同為世界重生之前的時代流傳下來，隱藏著巨大靈力的傳奇秘寶，還能將受到青睞的人變成具有強大威力的龍，原本沉睡在良介的靈魂之中，之後遭到加達布洛格奪取，但是無法完全運用其力量的加達布洛格最後仍然被良介與格拉姆打倒。
台版第五集譯為法夫尼爾，第六集譯為法夫那，所指的其實是同一物品。
雷神冰雹
意圖發動革命以讓死神統治人界，因而遭到死神界各勢力聯合掃蕩的非法秘密組織，加達布洛格與萊方等死神均為該組織的幹部之一。為了在人界找出「超特異者」而派出加達布洛格潛入桃園學園，但在發現良介靈魂中的法夫那後暫時改變了目標。
該組織中存在著被稱為「四雷斧」的四名強力死神，加達布洛格為當中第一位，海爾佳為第二位，阿卡蕾雅為第三位，萊方為第四位，但是萊方後來因為受到良介吸引，最後背離了該組織。
太陽之塔
動畫原創設定。司掌全死神界的尖塔，死神收集能量轉換成死神界的太陽所在。中央為死神界來往人界的通道，原是關閉兩界裂縫而製造出來，也有不讓裂縫擴大的功能，由雷斯托家代代負責保管及死神出入境事宜，但被叛亂的加達布洛格佔據；在良介打倒加達布洛格時遭破壞、裂縫大開，加達布洛格軍藉此攻進人界。

## 出版書籍

### 輕小說
| 集數 | 日文副標題 | 中文副標題       | 富士見書房     | 富士見書房             | 台灣角川       | 台灣角川               |
| 集數 | 日文副標題 | 中文副標題       | 發售日期       | ISBN                   | 發售日期       | ISBN                   |
| ---- | ---------- | ---------------- | -------------- | ---------------------- | -------------- | ---------------------- |
| 1    |            | 死神與人生保障   | 2010年6月19日  | ISBN 978-4-8291-3534-1 | 2011年10月5日  | ISBN 978-986-287-348-9 |
| 2    |            | 死神與選拔考試   | 2010年10月20日 | ISBN 978-4-8291-3567-9 | 2011年12月22日 | ISBN 978-986-287-485-1 |
| 3    |            | 死神與世界革命   | 2011年2月19日  | ISBN 978-4-8291-3607-2 | 2012年3月9日   | ISBN 978-986-287-597-1 |
| 4    |            | 死神與初體驗     | 2011年5月20日  | ISBN 978-4-8291-3643-0 | 2012年8月9日   | ISBN 978-986-287-856-9 |
| 5    |            | 死神與失落的王族 | 2011年9月17日  | ISBN 978-4-8291-3684-3 | 2012年10月4日  | ISBN 978-986-287-963-4 |
| 6    |            | 死神與海水浴     | 2012年2月18日  | ISBN 978-4-8291-3734-5 | 2013年1月19日  | ISBN 978-986-325-139-2 |
| 7    |            | 死神與內褲       | 2012年4月20日  | ISBN 978-4-8291-3755-0 | 2013年5月22日  | ISBN 978-986-325-366-2 |
| 8    |            | 死神與美菜       | 2012年7月20日  | ISBN 978-4-8291-3784-0 | 2013年7月24日  | ISBN 978-986-325-496-6 |
| 9    |            | 死神與回憶       | 2012年9月20日  | ISBN 978-4-8291-3807-6 | 2013年10月16日 | ISBN 978-986-325-639-7 |
| 10   |            | 死神與告白       | 2013年4月20日  | ISBN 978-4-8291-3883-0 | 2014年1月15日  | ISBN 978-986-325-759-2 |
| 11   |            | 死神與國王       | 2013年8月20日  | ISBN 978-4-8291-3925-7 | 2014年5月10日  | ISBN 978-986-325-928-2 |

### 漫畫
在月刊Dragon Age2011年5月號開始刊載，由作畫。漫畫版亦由富士見書房集冊出版。
| 集數 | 富士見書房                | 富士見書房                                                  | 台灣角川      | 台灣角川               |
| 集數 | 發售日期                  | ISBN                                                        | 發售日期      | ISBN                   |
| ---- | ------------------------- | ----------------------------------------------------------- | ------------- | ---------------------- |
| 1    | 2011年10月7日             | ISBN 978-4-04-712751-7                                      | 2013年2月7日  | ISBN 978-986-325-204-7 |
| 2    | 2012年4月6日              | ISBN 978-4-04-712789-0                                      | 2013年4月26日 | ISBN 978-986-325-337-2 |
| 3    | 2012年9月8日              | ISBN 978-4-04-712825-5                                      | 2013年6月19日 | ISBN 978-986-325-432-4 |
| 4    | 2013年3月1日 2013年4月6日 | ISBN 978-4-0471-2823-1（附BD限定版） ISBN 978-4-04-712866-8 | 2013年9月27日 | ISBN 978-986-325-589-5 |
| 5    | 2013年12月9日             | ISBN 978-4-04-712962-7                                      | 2014年6月6日  | ISBN 978-986-325-972-5 |

美少女死神 還我H之魂！～凱薩的煩惱～
2011年12月23日於（Enterbrain所屬）網路連載。由作畫。之前暫定標題為。
| 冊數 | enterbrain    | enterbrain             |
| 冊數 | 發售日期      | ISBN                   |
| ---- | ------------- | ---------------------- |
| 1    | 2012年8月10日 | ISBN 978-4-04-728264-3 |
| 2    | 2013年3月15日 | ISBN 978-4-04-728784-6 |
| 3    | 2013年8月12日 | ISBN 978-4-04-729085-3 |

## 電視動畫

### 製作人員
- 原作：（富士見Fantasia文庫刊載）
- 角色原案：桂井良明（日语：桂井よしあき）
- 監督：高橋丈夫
- 助監督：末田宣史
- 系列構成：荒川稔久
- 角色設定：神本兼利
- 動物效果設計：村山公輔
- 美術監督：小野由起子、小濱俊裕
- 美術設定：金城沙綾、青木薰
- 色彩設計：
- 攝影監督：口羽毅、中村雄太
- 編集：平木大輔
- 音響監督：高桑一（日语：高桑一）
- 音響制作：DAX International（日语：ダックスインターナショナル）
- 音樂：
- 音樂制作：Lantis
- 動畫製作：feel.
- 製作：我H製作委員会（T.O Entertainment、Geneon Universal、KlockWorx、Lantis、創通、富士見書房、DAX International、AT-X）

### 主題曲
主題曲「Reason why XXX」
作詞、作曲：ZAQ，編曲：nyanyannya（Team.ねこかん【貓】），歌：佐咲紗花
片尾曲「17」
作詞、作曲、歌：yozuca*，編曲：黑須克彥

### 各話列表
| 話數           | 標題               | 劇本       | 分鏡     | 演出                | 作畫監督                                                                                   | 總作畫監督                          |
| -------------- | ------------------ | ---------- | -------- | ------------------- | ------------------------------------------------------------------------------------------ | ----------------------------------- |
| 第1話          | 命運的紅線！？     | 荒川稔久   | 高橋丈夫 | 園田雅裕            | 齋藤雅和 川島尚 村山公輔 山本善哉                                                          | 神本兼利                            |
| 第2話          | 色慾對環境有益     | 網谷正治   | 島津裕行 | 小野田雄亮          | 中本尚 川島尚 山崎正和 大河原晴男 片岡千春 大 道子 上原史也 谷口元浩                       | 小林利充 枡田邦彰 佐藤元昭          |
| 第3話          | 危險的偶像         | 長谷川勝己 | 川崎逸朗 | 福本潔              | 李相辰 長谷川亨雄 小山知洋 清水勝祐 野崎真一 川島尚 齋藤雅和                               | 山崎正和 佐藤元昭 枡田邦彰 小林利充 |
| 第4話          | 胸部的M型社會      | 大知慶一郎 | 成田歲法 | 所俊克              | 山本善哉 山村俊了 佐藤元昭 實原登 中本尚 川島尚 齋藤雅和 小澤圓                            | 神本兼利                            |
| 第5話          | 隱形字典           | 網谷正治   | 川崎逸朗 | 阿宮正和            | 松本勝次 竹內昭 佐佐木一浩 武本大介                                                        | 枡田邦彰 小林利充 佐藤元昭          |
| 第6話          | 合而為一了         | 大知慶一郎 | 渡部穩寬 | 矢野孝典 駒屋健一郎 | 北野幸廣 小川浩司 中島忠二 丸山修二 輿石曉 都竹隆治 山本真嗣                               | 山崎正和 佐藤元昭 枡田邦彰 小林利充 |
| 第7話          | 想讓她去           | 長谷川勝己 | 島津裕行 | 所俊克              | 平山修司 德田賢朗 小林利充 齋藤雅和 島田俊彥 小澤圓                                        | 神本兼利                            |
| 總集篇         | 突然加入           | -          | -        | 平木大輔            | -                                                                                          | -                                   |
| 第8話          | 好敵胸，搖晃       | 長谷川勝己 | 寺東克己 | 福本潔              | 宮井加奈 星野玲香                                                                          | 山崎正和                            |
| 第9話          | 奮起之劍           | 長谷川勝己 | 川崎逸朗 | 嵯峨敏              | 齋藤雅和 吉田伊久雄 小澤圓 山村俊了 立田真一 新家由貴男                                    | 小林利充 枡田邦彰                   |
| 第10話         | 天國之後是地獄     | 大知慶一郎 | 渡部穩寬 | 夕澄慶英            | 山本雅章 普津澤時衛門                                                                      | 神本兼利                            |
| 第11話         | 戀情成真           | 網谷正治   | 佐野隆史 | 阿宮正和            | 松本勝次 竹内昭 佐佐木一浩 武本大介 野田康行                                               | 山崎正和 小林利充 枡田邦彰          |
| 第12話         | 都說別再講什麼H啦  | 荒川稔久   | 高橋丈夫 | 末田宜史 所俊克     | 枡田邦彰 齋藤雅和 島田俊彥 川島尚 實原登 立田真一 村山公輔 山村俊了 中本尚 德田賢朗 小澤圓 | 神本兼利                            |
| 第13話 （OVA） | 大飽眼福！泳裝比賽 | 大知慶一郎 | 末田宜史 | 末田宜史            | 立田真一 津熊健德 安本學 野道佳代 重本和佳子 安田祥子                                      | 神本兼利                            |

### 播放電視台
日本深夜動畫：下文記載的日本国内播放時間使用日本標準時間（UTC+9）表示。因為部分時間标识會採用30小时制，因此請留意这类超过24:00的时间，其實際播放時間為翌日清晨。
| 播放地區 | 播放電視台   | 播放日期                | 播放時間（UTC+9）                                                                | 所屬聯播網 | 備註   |
| -------- | ------------ | ----------------------- | -------------------------------------------------------------------------------- | ---------- | ------ |
| 日本全國 | AT-X         | 2012年7月6日 - 9月25日  | 星期五 11時00分 - 11時30分（第1 - 7話） 星期二 17時00分 - 17時30分（第8 - 12話） | 衛星電視   | 有重播 |
| 東京都   | TOKYO MX     | 2012年7月11日 - 9月26日 | 星期三 25時30分 - 26時00分                                                       | 獨立UHF局  |        |
| 兵庫縣   | SUN電視台    | 2012年7月13日 - 9月28日 | 星期五 26時15分 - 26時45分（第1 - 8話） 星期五 26時25分 - 26時55分（第9 - 12話） | 獨立UHF局  |        |
| 神奈川縣 | 神奈川電視台 | 2012年7月14日 - 9月29日 | 星期六 25時00分 - 25時30分                                                       | 獨立UHF局  |        |
| 日本全國 | BS11         | 2012年7月14日 - 9月29日 | 星期六 27時00分 - 27時30分                                                       | 衛星電視   |        |

### Blu-ray & DVD
中文動畫版由普威爾國際代理發行。
| 集數 | 收錄話數   | 發售日期       | 發售日期      |
| ---- | ---------- | -------------- | ------------- |
| 1    | 第1、2話   | 2012年9月26日  | 2012年12月7日 |
| 2    | 第3、4話   | 2012年10月24日 | 2013年1月11日 |
| 3    | 第5、6話   | 2012年11月21日 | 2013年3月6日  |
| 4    | 第7、8話   | 2012年12月26日 | 2013年4月1日  |
| 5    | 第9、10話  | 2013年1月23日  | 2013年5月3日  |
| 6    | 第11、12話 | 2013年2月20日  | 2013年7月5日  |

## 外部連結
- （日語） http://www.fujimishobo.co.jp/sp/201109hgadekinai5/ （页面存档备份，存于）（富士見書房 官方網站）
- 電視動畫官方網站 （页面存档备份，存于）（日語）
- （日語） http://www.famitsu.com/comic_clear/se_bokuh/ （页面存档备份，存于） （漫畫官方網站，可線上觀看）
- （繁體中文） 台灣角川  美少女死神 還我H之魂！ （页面存档备份，存于）